# Enric Pericas Bosch
Enric Pericas Bosch (Barcelona, 1957) és un arquitecte, paisatgista i dissenyador català.

## Biografia
Va estudiar a la Universitat Politècnica de Catalunya i posteriorment va fer un màster en arquitectura del paisatge.
Entre 1983 i 1991 van treballar al Departament de Projectes Urbans de l'Ajuntament de Barcelona, on van realitzar diferents parcs públics, com el de l'Estació del Nord —en col·laboració amb Andreu Arriola i Carme Fiol— i el Can Dragó. El va ser nomenat director del Servei de Mobiliari i Elements Urbans, i el 2000 va passar a encarregar-se de la direcció de Projectes Urbans i Edificació de l'empresa municipal ProEixample. El 2002 va accedir al càrrec de director d'Elements Urbans i de Paisatge de l'empresa Escofet.

## Obres
- Parc de l'Estació del Nord (1988-1992), amb Andreu Arriola i Carme Fiol
- Parc de Can Dragó (1991)
- Placa de Manuel Blancafort, als jardins homònims de Barcelona (1998)
- Record del XXVII Congrés Directiu de l'Associació Iberoamericana de Cambres de Comerç, a la Plaça d'Antonio López de Barcelona (1998)
- Placa del Cercle d'Or, al carrer Consell de Cent 95 de Barcelona (2000)

## Galeria

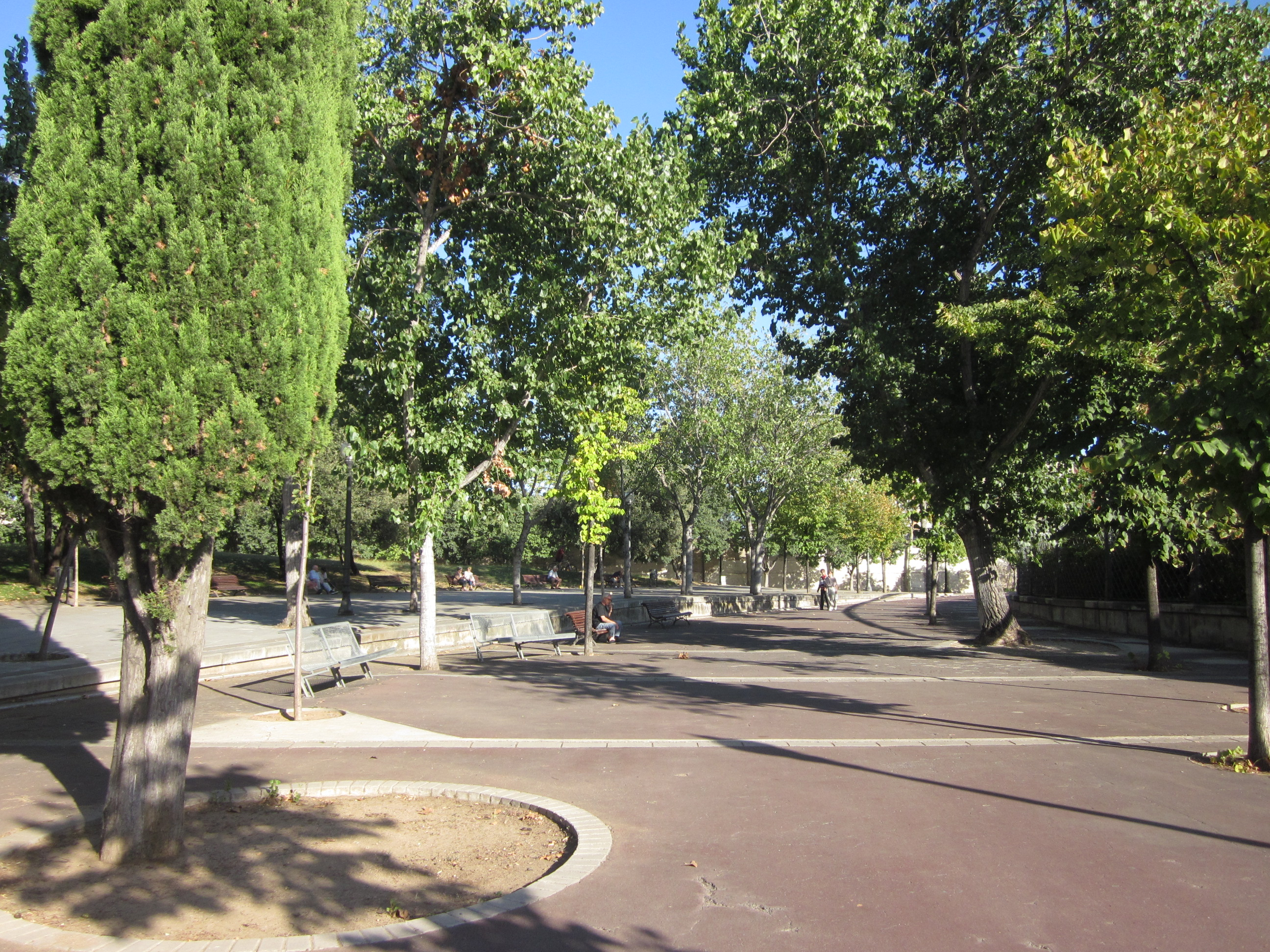
Parc de Can Dragó.
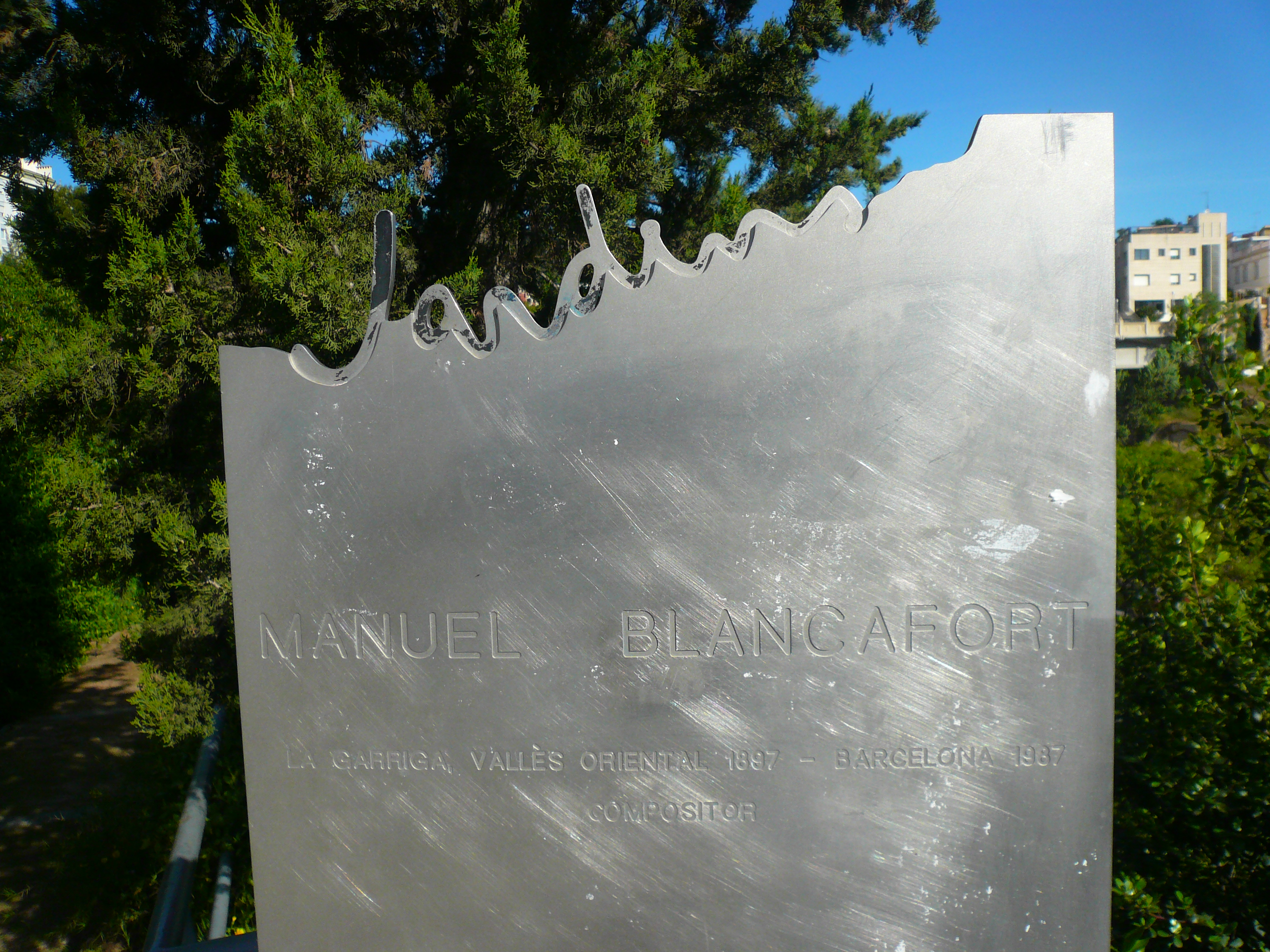
Placa de Manuel Blancafort.
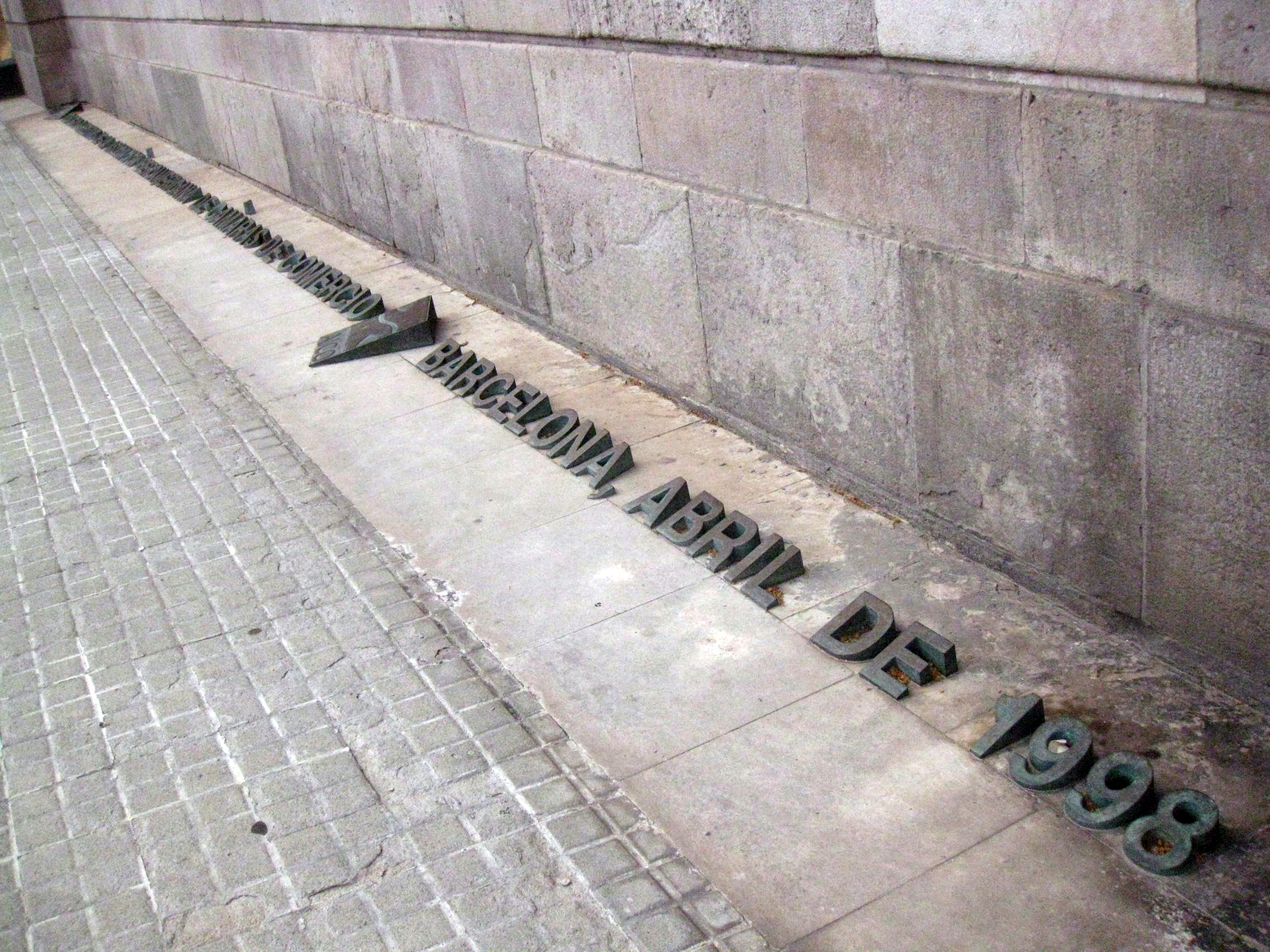
Record del XXVII Congrés Directiu de l'Associació Iberoamericana de Cambres de Comerç.
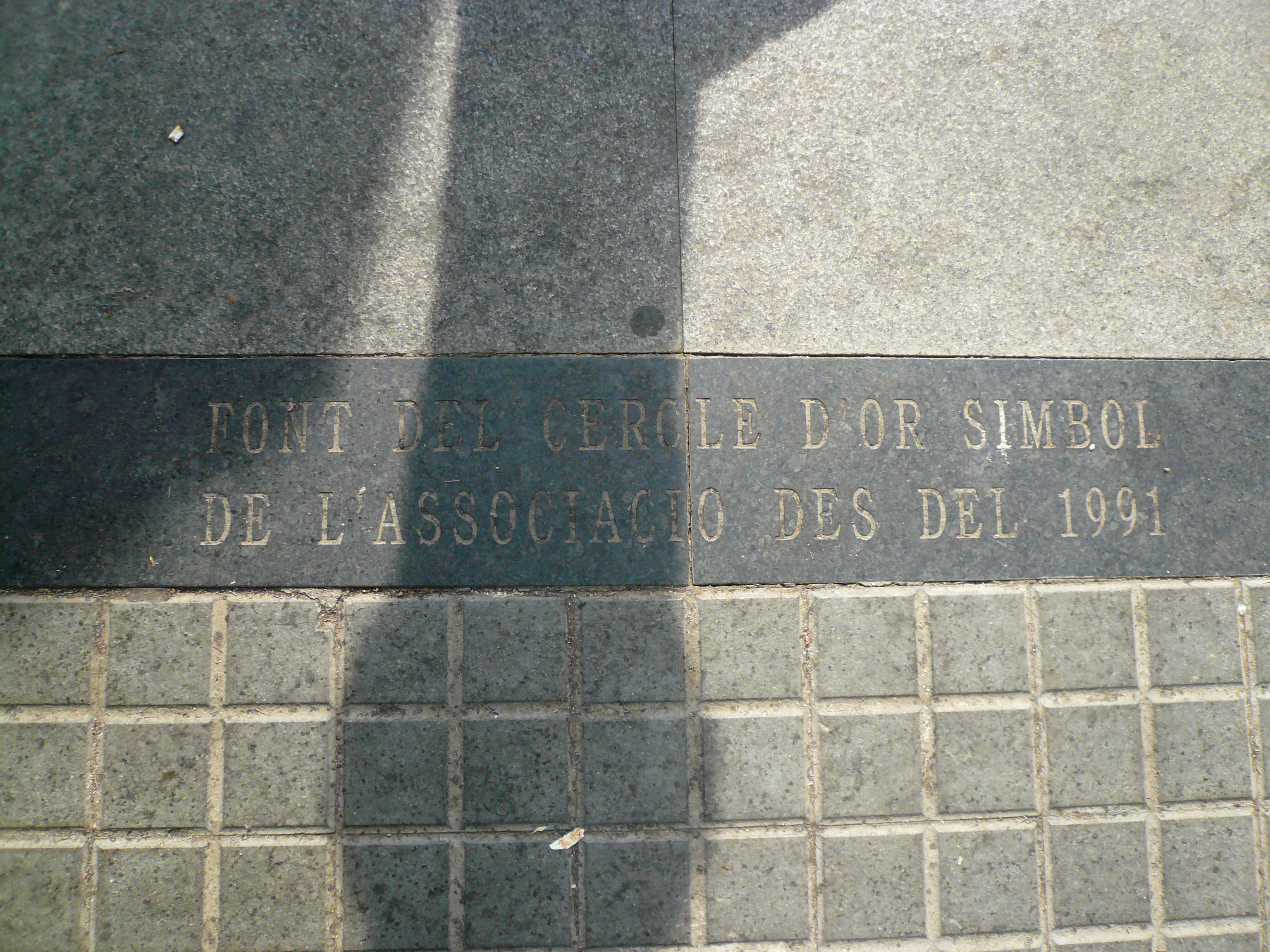
Placa del Cercle d'Or.